# Mare (universiteitsblad)
Mare is een onafhankelijk universiteitsblad van de Nederlandse Universiteit Leiden. Het verschijnt vrijwel wekelijks op tabloidformaat, en poogt onafhankelijk bericht te doen van wat er in de Leidse academische wereld gebeurt. Het blad is zowel bedoeld voor studenten en medewerkers van de Leidse universiteit als voor geïnteresseerde buitenstaanders.
Mare bestaat sinds augustus 1977. Het is de opvolger van de bladen Acta et agenda (1968-1977) en het Leids UniversiteitsBlad (1931-1970). De naam Mare werd bedacht door Jan Michiel Otto, later Leids hoogleraar. De naam verwijst naar drie zaken: het Nederlandse woord voor bericht; het water dat door Leiden stroomt; en (maar-eh) een lichte vorm van tegenspraak. Mare is onder meer bekend vanwege de vele spraakmakende columnisten die aan het blad verbonden waren: Ileen Montijn, Boudewijn Büch, Piet Vroon, Ferd Crone, Bas Haring en meer recent Christiaan Weijts en Rosanne Hertzberger. Het blad heeft de reputatie een kweekvijver te zijn voor NRC Handelsblad.

## Bekende (ex-) Mare-medewerkers
- Thierry Baudet - schrijver en politicus
- J.M.A. Biesheuvel - schrijver
- Thomas Blondeau - schrijver
- Bart Braun - wetenschapsjournalist en schrijver
- David Bremmer - journalist Algemeen Dagblad
- Hans Maarten van den Brink - schrijver en journalist
- Boudewijn Büch - schrijver (de roman De kleine blonde dood had voorpublicaties in Mare in de jaren 1980-1981)
- Ferd Crone - politicus, burgemeester
- Gijsbert van Es - journalist NRC Handelsblad
- Bart Funnekotter - journalist NRC Handelsblad en historicus, schrijver
- Peter Giesen - journalist (de Volkskrant)
- Bas Haring - filosoof
- Rosanne Hertzberger - Columnist NRC.next, microbiologe
- Malou van Hintum - journaliste (Intermediair, Vrij Nederland, de Volkskrant)
- Folkert Jensma - oud-hoofdredacteur NRC Handelsblad
- Ileen Montijn - historica
- Lex Oomkes - journalist (Trouw)
- Gretha Pama - journaliste (NRC Handelsblad)
- Ilja Leonard Pfeijffer - dichter, schrijver
- Hester van Santen - wetenschapsredacteur NRC Handelsblad
- Franca Treur - schrijfster
- Arjen van Veelen - columnist NRC Handelsblad en NRC.next, essayist
- Frank Vermeulen - journalist (NRC Handelsblad)
- Piet Vroon - psycholoog
- Geerten Waling - historicus en columnist bij Elsevier.
- Christiaan Weijts - schrijver

## Oud-hoofdredacteuren van Mare
- Bas de Jong (ex-Het Vrije Volk, ex-Vaderland, ging na Mare opnieuw naar Het Vrije Volk)
- Quirien van Koolwijk (naar NRC Handelsblad)
- Margriet van Lith (naar Radio 1 en ministerie van Volksgezondheid)
- Stan Termeer (naar Onze Wereld en Studium Generale Rijksuniversiteit Groningen)
- Anneke van Ammelrooij (diverse boeken, o.a. over Irak)
- Jos Palm (naar VPRO-OVT, boek over Ben Jolink)
- Hans Ariëns (naar Internationale Samenwerking - NCDO)
- Ron Rijghard (naar NRC Handelsblad)
- Bart Funnekotter (naar NRC Handelsblad)